# Madrigueras
Madrigueras ist ein Ort und eine Gemeinde (municipio) mit 4.658 Einwohnern (Stand: 2024) im Osten der Provinz Albacete in der Autonomen Region Kastilien-La Mancha im Südosten Spaniens. Sie ist der Hauptort in der Comarca La Manchuela.

## Lage und Klima
Madrigueras liegt etwa 25 Kilometer (Fahrtstrecke) nördlich der Provinzhauptstadt Albacete in einer Höhe von ca. 690 m. Das Klima im Winter ist gemäßigt, im Sommer dagegen warm bis heiß; die eher geringen Niederschlagsmengen (ca. 349 mm/Jahr) fallen – mit Ausnahme der nahezu regenlosen Sommermonate – verteilt übers ganze Jahr.

## Bevölkerungsentwicklung
| Jahr      | 1970 | 1981 | 1991 | 2001 | 2011 | 2021 |
| Einwohner | 4275 | 4218 | 4373 | 4517 | 4834 | 4654 |

## Sehenswürdigkeiten
- Archäologische Grabungsstätte von Berli
- Reste einer römischen Mühle aus dem 2./3. Jahrhundert

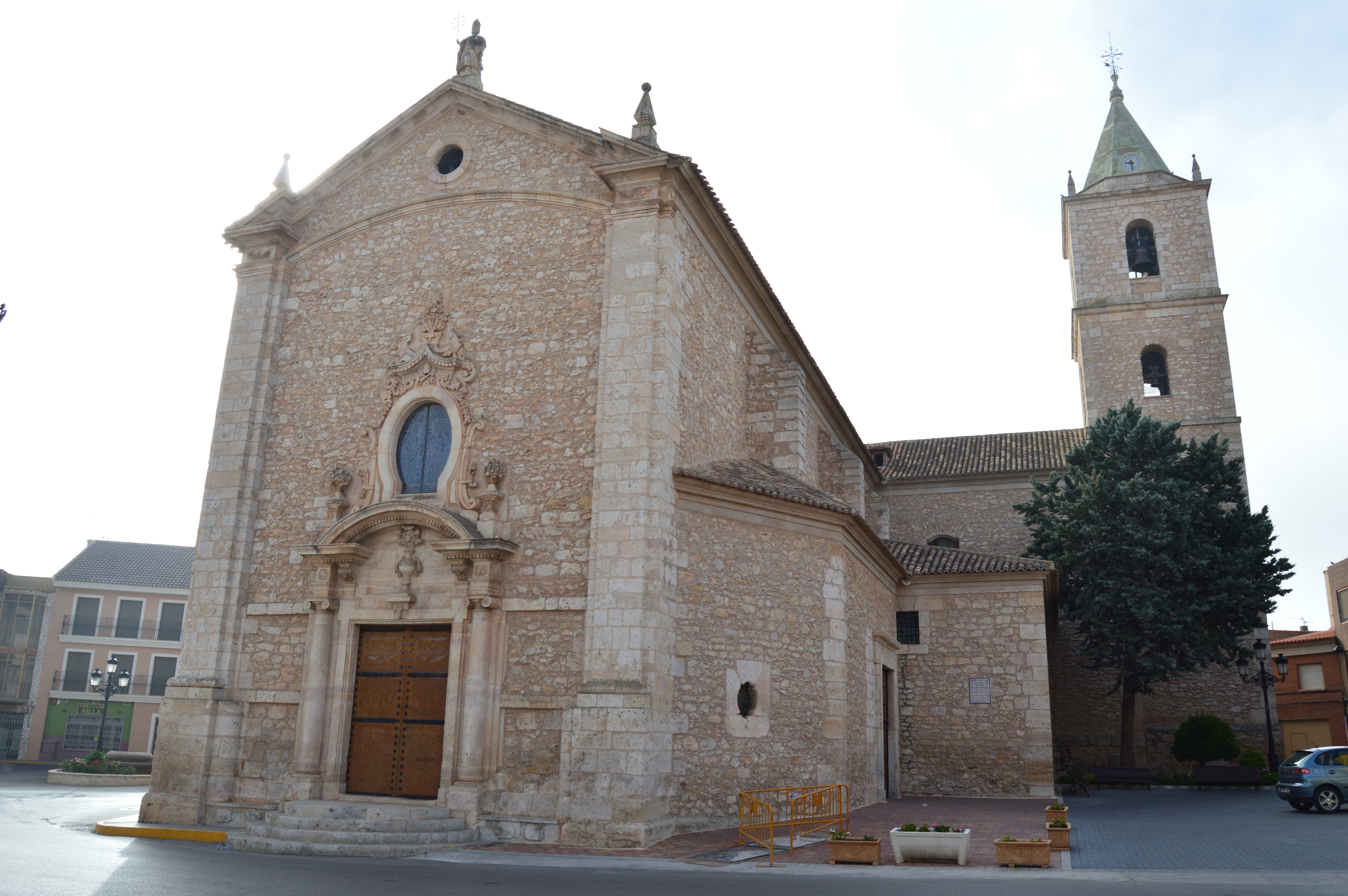
Peter-und-Paul-Kirche
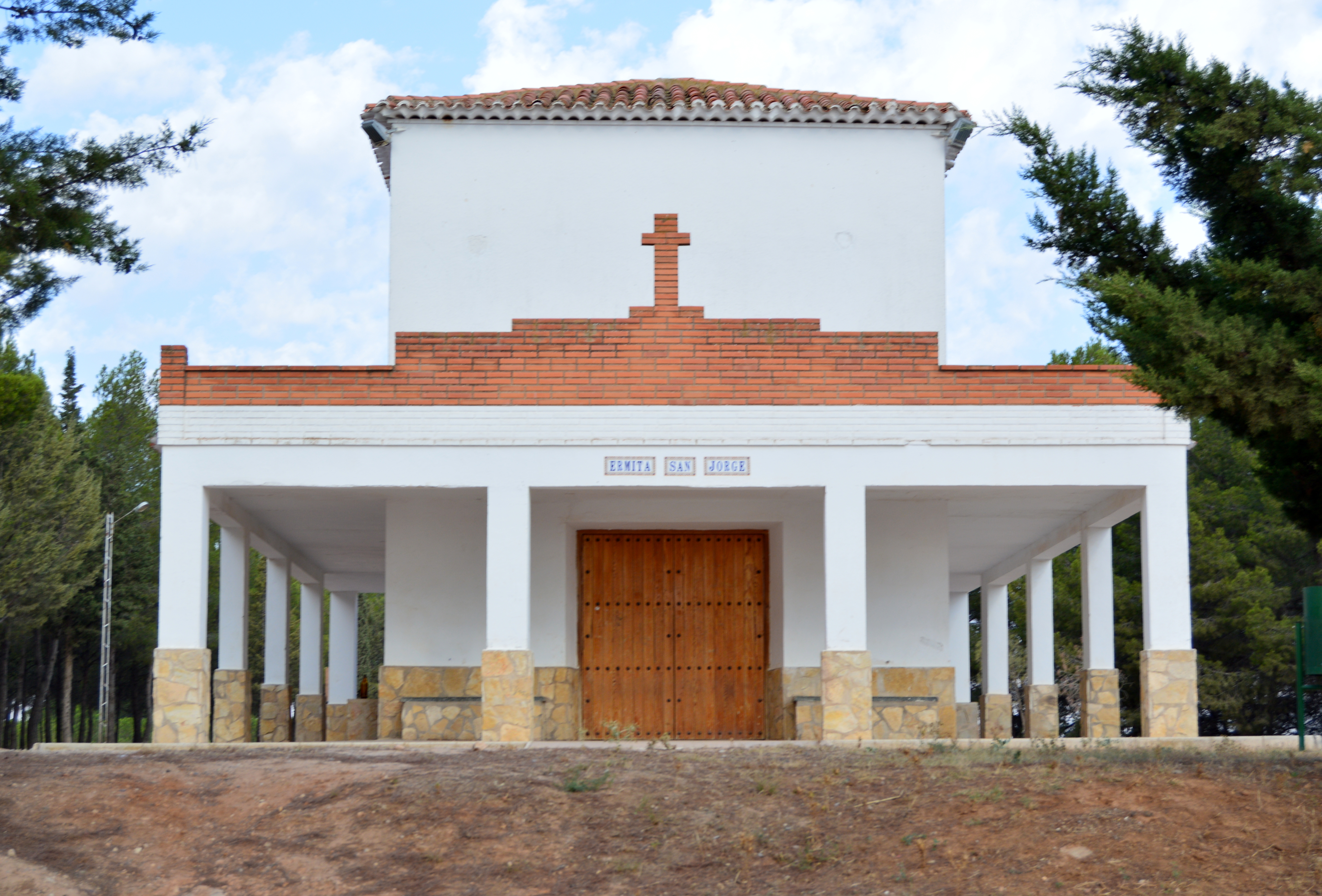
Georgskapelle
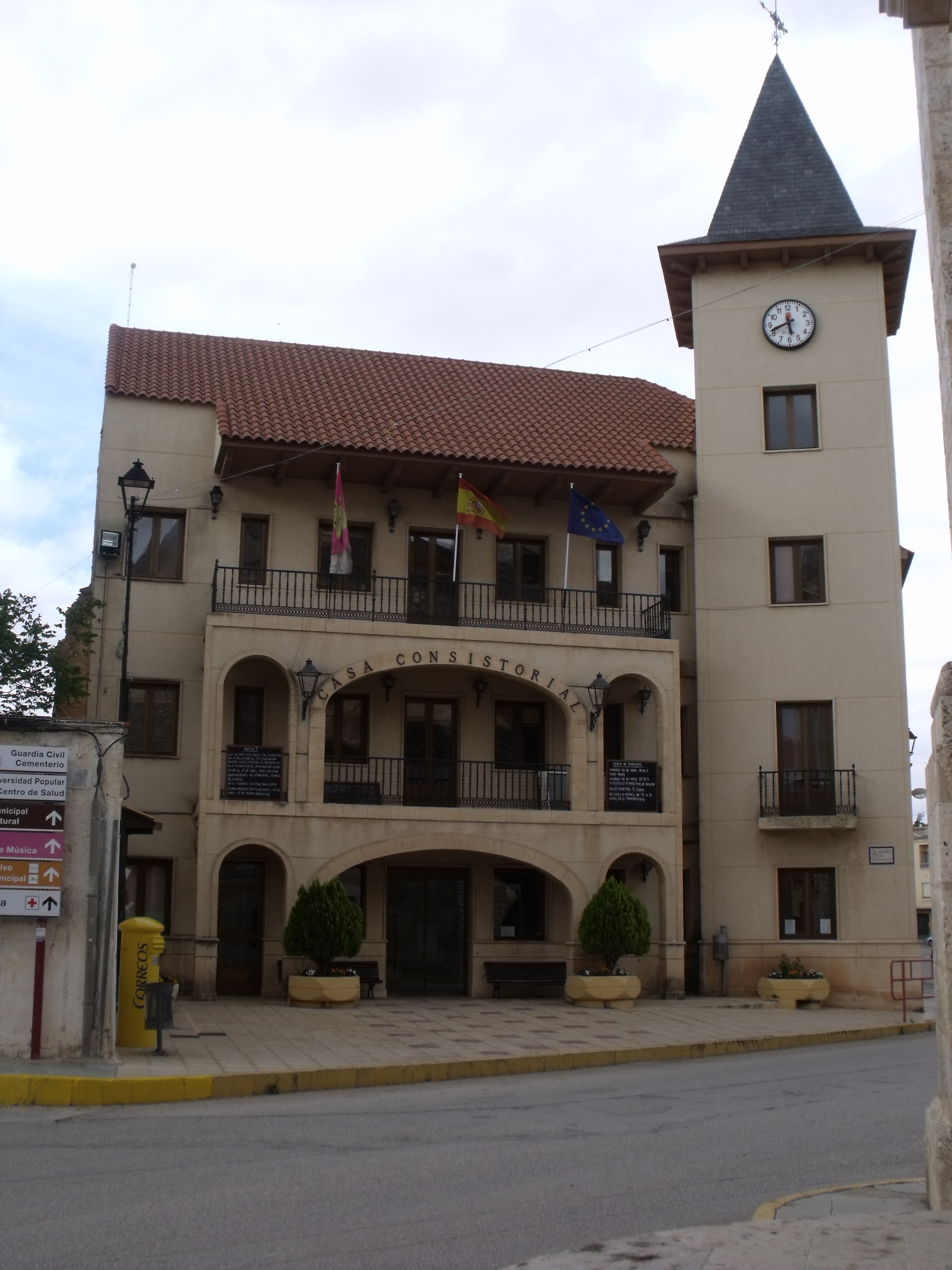
Rathaus

- Peter-und-Paul-Kirche
- Georgskapelle
- Rathaus

## Persönlichkeiten
- Pablo Ibáñez (* 1981), Fußballspieler (Innenverteidiger)
- Héctor Carretero (* 1995), Radrennfahrer